# Christine Cicot
Christine Cicot, née le 10 septembre 1964 à Libourne, est une judoka française qui s'illustrait dans la catégorie des poids lourds (aujourd'hui plus de 78 kg) et en toutes catégories.

## Palmarès
- Jeux olympiques
  -  Médaille de bronze dans la catégorie des plus de 72 kg aux Jeux olympiques d'Atlanta en 1996.

- Championnats du monde
  -  Médaille d'or dans la catégorie des plus de 72 kg aux Championnats du monde de Paris en 1997.

- Championnats d'Europe
  -  Médaille d'argent en moins de 72 kg aux Championnats d'Europe de Pirmasens en 1984.
  -  Médaille de bronze en toutes catégories aux Championnats d'Europe de Londres en 1986.
  -  Médaille d'or dans la catégorie des plus de 72 kg aux Championnats d'Europe de Francfort en 1990.
  -  Médaille d'argent en toutes catégories aux Championnats d'Europe de Gdańsk en 1994.
  -  Médaille d'argent en plus de 72 kg aux Championnats d'Europe de Birmingham en 1995.
  -  Médaille de bronze en plus de 72 kg aux Championnats d'Europe d'Oviedo en 1998.
  -  Médaille de bronze en plus de 72 kg aux Championnats d'Europe de Varsovie en 2000.

- Divers
  - 1 podium au Tournoi de Paris.
  - 9 titres de championne de France.

## Grade
- Grade : Ceinture Blanche-rouge 6e DAN (2001)[1].